# Pedro Caro y Sureda
Pour les articles homonymes, voir Caro et La Romana.
Don Pedro Caro y Sureda, 3e marquis de La Romana, né le 2 octobre 1761 à Palma de Majorque et mort le 23 janvier 1811, fut un général espagnol pendant la guerre d'Espagne sous le Premier Empire.

## Biographie
Il naquit le 3 octobre 1761 à Palma de Majorque, dans une famille de la noblesse des Baléares, La Romana reçut son éducation en France, au collège de l'Oratoire de Lyon, puis en Espagne, à l'université de Salamanque et au Séminaire des nobles à Madrid. À la mort de son père, en 1775 dans la guerre contre Alger, il lui fut attribué par le roi Charles III une commission d'officier dans le corps royal des gardes-marines et il suit ses cours dans l'académie navale à Carthagène. Nommé officier en 1779, il est nommé adjudant et aide de camp du général Don Ventura Moreno.
Comme beaucoup d'officiers espagnols de l'ère napoléonienne, La Romana servit dans la guerre d'indépendance des États-Unis dans sa jeunesse. En 1782, il participa à la reconquête de Minorque contre les Britanniques. Dans les derniers mois de la guerre, il est assigné au blocus de Gibraltar où il se distingue sur les chaloupes canonnières et les batteries flottantes.
Retourné à Valence, La Romana démissionna de l'armée après la guerre et visita pratiquement toute l'Europe. Il semble évident qu'il était en réalité envoyé en missions diplomatiques ou d'espionnage, missions pour lesquelles il était bien préparé par ses années d'études des langues étrangères.
De retour en Espagne en 1790, il est nommé capitaine de frégate. En 1793, La Romana demanda, et obtint, à être employé dans l'armée comme colonel de cavalerie, sous les ordres de son oncle Don Ventura Caro, commandant de l'armée du Nord. Ce général le mit à la tête d'un corps de 2 000 hommes avec lequel La Romana contribua à la prise du camp de Sare le 30 avril et se distingua à la bataille de Château-Pignon où il fit prisonnier le général en chef français La Gennetière. Lors de la contre-attaque française de 1794, Don Ventura Caro réunit une force de 12 000 hommes, en 4 colonnes, confiant l'une d'elles à son neveu. Parti de Biriatou, La Romana marcha sur le mont Diamant et sur le mont Vert où il s'établit après en avoir chassé les troupes françaises. Deux des colonnes ayant dû se replier, les troupes de La Romana durent reculer précipitamment, créant une déroute générale. Contraint de repasser la Bidassoa, après la défaite au camp de Saint-Martial et la perte de Fontarabie, Don Ventura Caro fut relevé de son commandement et La Romana passa à l'armée de Catalogne sous les ordres du comte de l'Union. Lors de la bataille de la Sierra Negra, son corps d'armée couvrit la retraite de l'armée espagnole, durant laquelle le comte de l'Union fut tué. Promu maréchal de camp, il contribua à l'occupation de la Cerdagne française.
Il fut promu capitaine-général de Catalogne en 1802 et chef du corps des Ingénieurs en 1805.
Le roi Charles IV, sous la pression de Napoléon, accepta en 1807 de fournir une division pour renforcer l'armée française en Allemagne. La Romana fut nommé commandant de la "division du Nord" et passa les années 1807 et 1808 en garnison à Hambourg, puis au Danemark sous les ordres du maréchal Bernadotte.
Quand la Guerre d'Espagne éclata, La Romana fit des plans pour rapatrier ses hommes en Espagne. Le fait que 9 000 de ses hommes sur un total de 14 000 furent capables d'embarquer sur des navires britanniques le 27 août et de s'échapper ainsi vers l'Espagne est à mettre principalement au crédit de son astuce et de ses talents d'organisation.
La Romana arriva à Santander sur le front de Cantabrie et reçut le commandement de l'Armée de Galice le 11 novembre. Le sort lui fut peu clément, car cette armée, sous les ordres du général Blake, fut détruite dans une bataille qui eut lieu le jour même. Le 26 novembre, La Romana prit effectivement le commandement de ce qu'il restait de l'armée - en tout 6 000 hommes, avec lesquels il mena des actions d'arrière-garde dans la retraite vers La Corogne du général Moore.
Utilisant ses moyens limités, La Romana conduisit des attaques de faible envergure contre les Français en 1809. Cette tactique fut couronnée de succès car ses hommes furent capables de distraire les Français de leurs objectifs et même de déborder des garnisons comme à Villafranca. À la suite de la défaite française de Ponte Sampaio le 6 juin, Soult fit mouvement contre les Britanniques à la frontière portugaise, La Romana chassa aussi les Français des Asturies.
La Romana fut nommé à la Junte Centrale le 29 août 1809 et y servit jusqu'en 1810. Il retourna alors aux opérations militaires sous les ordres de Wellington mais mourut subitement le 23 janvier 1811, sans voir à nouveau le feu.
De l'avis de l'historien britannique David G. Chandler, La Romana était « un officier compétent, quoique guère brillant ». Il était considéré par Wellington comme le meilleur des généraux espagnols.

## Sources
- (en) Cet article est partiellement ou en totalité issu de l’article de Wikipédia en anglais intitulé « Pedro Caro, 3rd Marquis of la Romana » (voir la liste des auteurs).